# Pine Valley (New Jersey)
Pine Valley is een plaats in de borough Pine Hill in de Amerikaanse staat New Jersey. Bestuurlijk gezien valt het onder Camden County. Ruim negentig jaar lang was Pine Valley een zelfstandige borough: het werd in 1929 afgesplitst uit Clementon Township en ging in 2022 samen met Pine Hill. Het grondgebied van Pine Valley valt nagenoeg samen met het private golfterrein Pine Valley Golf Club.

## Demografie
Bij de volkstelling in 2000 werd het aantal inwoners vastgesteld op 20.
In 2006 is het aantal inwoners door het United States Census Bureau geschat op 23, een stijging van 3 (15,0%).

## Geografie
Volgens het United States Census Bureau beslaat de plaats een oppervlakte van
2,5 km², geheel bestaande uit land.

## Plaatsen in de nabije omgeving
De onderstaande figuur toont nabijgelegen plaatsen in een straal van 8 km rond Pine Valley.